# Ігор Дуляй
І́гор Ду́ляй (серб. Игор Дуљај / Igor Duljaj, нар. 29 жовтня 1979, Топола, Югославія) — колишній сербський футболіст, півзахисник. По завершенні кар'єри — тренер. За часів ігрової кар'єри виступав за «Партизан», «Шахтар» (Донецьк) і «Севастополь», а також національну збірну Сербії.

## Біографія
Вихованець футбольної школи белградського «Партизана», до якої потрапив 1990 року. Дебютував за першу команду в сезоні 1997/98 у матчі проти «Земуна», а свій перший гол забив того ж сезону у ворота «Чукаричок». З «Партизаном» він виграв три чемпіонські титули у 1999, 2002 і 2003 роках і два національні кубки — 1998 і 2001 року. Він став постійним гравцем першої команди з сезону 1999/00, зігравши 41 матч у всіх турнірах і забивши один гол. Протягом наступних трьох сезонів Дуляй був незамінним гравцем команди, якій допоміг вийти до групового етапу Лігу чемпіонів у сезоні 2003/04, пройшовши грізний «Ньюкасл Юнайтед» в останньому кваліфікаційному раунді. Всього за «Партизан» він провів 207 матчів і забив п'ять голів.

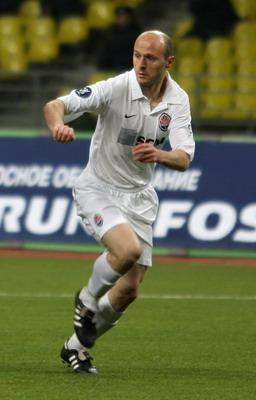
Ігор Дуляй у складі «Шахтаря». 2009 рік.

16 лютого 2004 року Дуляй отримав пропозицію від донецького «Шахтаря». Президент клубу Рінат Ахметов відправив за гравцем приватний літак. Після приземлення в Донецьку він відправився на медичне обстеження і вже через вісім годин після першого контакту з командою Дуляй прийняв пропозицію та підписав контракт з «помаранчево-чорними» на п'ять років, приєднавшись до свого колишнього одноклубника по «Партизану» Звонимира Вукича. А у лютому 2006 року підписав новий п'ятирічний контракт з «Шахтарем». Він пробув у «Шахтарі» шість з половиною років і став учасником найбільших успіхів в історії клубу. З донецьким клубом він чотири рази ставав чемпіоном країни (2005, 2006, 2008 і 2010) і двічі вигравав Кубок країни (2004 і 2008). Крім того, він також виграв Кубок УЄФА з «Шахтарем» у сезоні 2008/09. За цей успіх усі футболісти донецького клубу, в тому числі і Дуляй, були нагороджені тодішнім президентом України Віктором Ющенком Орденом «За мужність» ІІІ ступеня.
У липні 2010 року підписав трирічний контракт з «Севастополем», де виступав чотири сезони, після чого завершив ігрову кар'єру.

## Виступи за збірну
У складі збірної Югославії дебютував 15 листопада 2000 року у матчі проти збірної Румунії. Пізніше виступав за збірну Сербії і Чорногорії на чемпіонаті світу 2006 року в Німеччині. З 2006 по 2007 рік виступав за новостворену національну збірну Сербії. 
Загалом за усі збірні він провів 47 офіційних ігор. Тим не менш у листопаді 2007 року Футбольна асоціація Сербії нагородила Ігоря Дуляя «Золотим м'ячем» за ювілейні 50 ігор, проведених у національній футболці. Цю нагороду Дуляю в спортивному центрі «Ковілово» вручив тодішній президент федерації Звездан Терзіч, оскільки федерація на відміну від ФІФА визнали участь у турнірі Millennium Super Soccer Cup в Індії у 2001 році. На цьому турнірі збірна Югославії грала першої командою, але частина інших суперників використовували резервні команди. Там під керівництвом менеджера Ілії Петковича Дуляй з'явився у всіх п'яти іграх своєї команди та забив два голи, допомігши команді виграти турнір. 

## Тренерська кар'єра
Для отримання професійної тренерської ліцензії навчався в Україні, паралельно працюючи у резервній команді «Шахтаря» (Донецьк) . Згодом ппротягом трьох років був асистентом Паулу Фонсеки в першій команді.
У грудні 2019 року Дуляй повернувся у рідний «Партизан» на запрошення Саво Милошевича і увійшов до тренерського штабу «чорно-білих». Коли Милошевич пішов, наступний тренер Александар Станоєвич залишив Дуляя в тренерському штабі та підвищив його до першого асистента. Після відходу Станоєвича та приходу Ілії Столиці, Дуляй обійняв посаду головного тренера фарм-клубу «Партизана» «Телеоптик». З «Телеоптиком» у першій частині сезону 2022/23 він фінішував на четвертому місці в Сербській лізі Белград. 
Після відставки Гордана Петрича наприкінці лютого 2023 року Ігор Дуляй був призначений новим тренером «Партизана». За 5 турів до кінця сезону 2023/24 він був звільнений одноголосним рішенням, прийнятим на засіданні Ради директорів клубу після трьох поразок клубу поспіль, через що відставання від лідера і головного суперника «Црвени Звезди» склало 11 очок. Замість Дуляя головним тренером було призначено Альберта Надя, який раніше входив до штабу як асистент.

## Статистика виступів
| Клуб        | Сезон   | Чемпіонат | Чемпіонат | Кубок | Кубок | Єврокубки | Єврокубки | Суперкубок | Суперкубок | Всього | Всього |
| Клуб        | Сезон   | Ігри      | Голи      | Ігри  | Голи  | Ігри      | Голи      | Ігри       | Голи       | Ігри   | Голи   |
| ----------- | ------- | --------- | --------- | ----- | ----- | --------- | --------- | ---------- | ---------- | ------ | ------ |
| Партизан    | 1997–98 | 5         | 1         | 2     | 0     | 0         | 0         | —          | —          | 7      | 1      |
| Партизан    | 1998–99 | 15        | 0         | 5     | 0     | 2         | 0         | —          | —          | 22     | 0      |
| Партизан    | 1999–00 | 32        | 1         | 2     | 0     | 7         | 0         | —          | —          | 41     | 1      |
| Партизан    | 2000–01 | 28        | 1         | 5     | 0     | 4         | 0         | —          | —          | 37     | 1      |
| Партизан    | 2001–02 | 29        | 1         | 1     | 1     | 4         | 0         | —          | —          | 34     | 2      |
| Партизан    | 2002–03 | 31        | 0         | 3     | 0     | 7         | 0         | —          | —          | 41     | 0      |
| Партизан    | 2003–04 | 14        | 0         | 1     | 0     | 10        | 0         | —          | —          | 25     | 0      |
| Партизан    | Всього  | 154       | 4         | 19    | 1     | 34        | 0         | —          | —          | 207    | 5      |
| Шахтар      | 2003–04 | 9         | 0         | 2     | 0     | -         | -         | -          | -          | 11     | 0      |
| Шахтар      | 2004–05 | 24        | 2         | 7     | 0     | 13        | 0         | -          | -          | 44     | 2      |
| Шахтар      | 2005–06 | 24        | 0         | 1     | 0     | 10        | 0         | 1          | 0          | 36     | 0      |
| Шахтар      | 2006–07 | 20        | 1         | 4     | 0     | 7         | 0         | 1          | 0          | 32     | 1      |
| Шахтар      | 2007–08 | 14        | 1         | 7     | 1     | 6         | 0         | 1          | 0          | 28     | 2      |
| Шахтар      | 2008–09 | 13        | 1         | 2     | 0     | 10        | 0         | 1          | 0          | 26     | 1      |
| Шахтар      | 2009–10 | 14        | 0         | 2     | 0     | 2         | 0         | -          | -          | 18     | 0      |
| Шахтар      | Всього  | 118       | 5         | 25    | 1     | 48        | 0         | 4          | 0          | 195    | 6      |
| Севастополь | 2010–11 | 23        | 0         | 1     | 0     | -         | -         | -          | -          | 24     | 0      |
| Севастополь | 2011–12 | 28        | 2         | 2     | 0     | -         | -         | -          | -          | 30     | 2      |
| Севастополь | 2012–13 | 22        | 0         | 5     | 0     | -         | -         | -          | -          | 27     | 0      |
| Севастополь | 2013–14 | 9         | 0         | 1     | 0     | -         | -         | -          | -          | 10     | 0      |
| Севастополь | Всього  | 82        | 2         | 9     | 0     | -         | -         | -          | -          | 91     | 2      |
| Загалом     | Загалом | 354       | 12        | 53    | 2     | 82        | 0         | 4          | 0          | 493    | 14     |

## Титули і досягнення
- Кубок УЄФА:
  - Переможець (1): 2009
- Чемпіонат України:
  - Чемпіон (3): 2005, 2006, 2008
  - Срібний призер (2): 2004, 2007
- Кубок України:
  - Переможець (2): 2004, 2008
- Чемпіонат Югославії
  - Чемпіон (3): 1999, 2002, 2003.
  - Срібний призер (2): 2000, 2001
- Кубок Югославії
  - Переможець (1): 2001